# (117350) Saburo
(117350) Saburo est un astéroïde de la ceinture principale.

## Description
(117350) Saburo est un astéroïde de la ceinture principale. Il fut découvert le 13 décembre 2004 à Yamagata par Koichi Itagaki. Il présente une orbite caractérisée par un demi-grand axe de 3,15 UA, une excentricité de 0,13 et une inclinaison de 17,0° par rapport à l'écliptique.

## Compléments